# Jean-Michel Bony

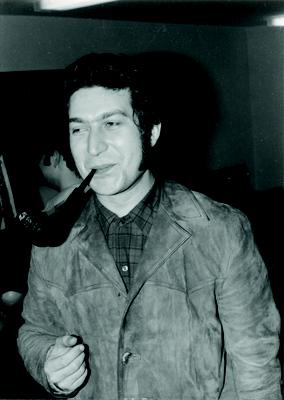
Jean-Michel Bony

Jean-Michel Bony (* 1. Februar 1942 in Paris) ist ein französischer Mathematiker, der sich mit Analysis beschäftigt.

## Leben und Werk
Bony studierte ab 1961 an der École normale supérieure. Er war Professor an der Universität Paris-Süd und ist Professor an der École polytechnique, wo er zeitweise Dekan der mathematischen Fakultät war.
Er befasste sich unter anderem mit mikrolokaler Analysis, partiellen Differentialgleichungen und Potentialtheorie. 1981 begründete er das Kalkül der Paradifferentialoperatoren, die sich als wichtiger Schritt jenseits der Theorie der Pseudodifferentialoperatoren erwiesen (nach Vorarbeiten von Ronald Coifman, Yves Meyer 1979). Er wandte die Theorie unter anderem 1985 auf die Ausbreitung von Singularitäten in semilinearen Wellengleichungen an.
1990 wurde er korrespondierendes Mitglied und 2000 volles Mitglied der Académie des sciences.
Er war Invited Speaker auf den Internationalen Mathematikerkongressen 1983 in Warschau (Propagation et interaction des singularités pour les solutions des équations aux dérivées partielles non-linéaires) und Nizza 1970 (Uniticité de problème de Cauchy et hypoellipticité pour une classe d'opérateurs différentiels).

## Schriften
- Méthodes mathématiques pour les sciences physiques, Èditions de l'École Polytechnique 2000
- Cours d'analyse - Théorie des distribution et analyse de Fourier, Éditions de l'École Polytechnique 1992